# Escaflowne
Escaflowne (天空のエスカフローネ, Tenkū no Esukafurōne) és una sèrie d'anime japonesa creada per Hajime Yatate i Shoji Kawamori. Fou produïda per la companyia d'animació Sunrise i dirigida per Kazuki Akane. Fou estrenada el 2 d'abril de 1996 fins al 24 de setembre de 1996 pel canal de televisió TV Tokyo. A Catalunya, fou emesa 24 de març de 2001 fins al 16 de maig de 2001
pel Canal 33, reemetent-se posteriorment en el canal K3 en diverses ocasions. Fou distribuïda a Espanya en format DVD per la companyia Selecta Visión amb àudio en català, castellà i japonès.

## Llista d'episodis
| # | Títol en català                                                          | Data d'estrena al Japó | Data d'estrena a Catalunya |
| --- | ------------------------------------------------------------------------ | ---------------------- | -------------------------- |
| 1 | La promesa del destí Unmei no kokuhaku (運命の告白)                      | 2 d'abril de 1996      | 24 de març de 2001         |
| La Hitomi Kanzaki és una adolescent de quinze anys molt normal que va a l'institut, forma part de l'equip d'atletisme, està enamorada del capità de l'equip sènior masculí, Susumu Amano, i va gairebé a tot arreu acompanyada de la seva gran amiga i autoproclamada "representant" Yukari Uchida. A més, li interessen el tarot i l'astrologia. Però tot això canvia el dia que té una visió d'un noi estrany i, en un somni, veu persones i llocs que no coneix: una ciutat que es crema, uns mecanismes gegants que es barallen i un àngel. Al cap de poc, Yukari li diu que Amano aviat se n'anirà a estudiar a l'estranger i que li hauria de confessar els seus sentiments abans que sigui massa tard. Les cartes diuen a Hitomi que aviat patirà una llarga separació i que haurà de ser valenta, i ella suposa que es refereixen a la marxa imminent d'Amano. |                                                                          |                        |                            |
| 2 | Gaia, un món estrany i llunyà Maboroshi no tsuki no shōjo (幻の月の少女) | 9 d'abril de 1996      | 31 de març de 2001         |
| La Hitomi i en Van són al mig d'una clariana, en un bosc, i a poc a poc queden envoltats d'una mena d'homes-llop. Però els homes-llop són amics d'en Van. Acompanyen en Van i la Hitomi al regne de Fanelia. La Hitomi comença a descobrir coses sobre el món on ha estat transportada i sobre en Van. Els seus habitants anomenen l'estrany món on són "Gaia" i per a ells la Terra és "la Lluna Il·lusòria". També descobreix que continua tenint visions. Tot anant cap a Fanelia, en té una d'una ciutat destruïda però, com que no sap de què es tracta, no hi pensa més. Quan hi arriben s'assabenta, amb gran sorpresa, que en Van és un príncep. La pedra que va treure del drac li dona dret a ocupar el tron. |                                                                          |                        |                            |
| 3 | El cavaller magnífic Karei naru kenshi (華麗なる剣士)                    | 16 d'abril de 1996     | 1 d'abril de 2001          |
| Una columna de llum s'endú la Hitomi i en Van de Fanelia, que és destruïda, i els deixa en un bosc, al costat d'un riu, però separats. En Van està segur que encara és a Gaia. A la Hitami se li acosta un home que l'ha vist aterrar i a qui li agrada molt el collar que porta. Crida demanant auxili i en Van corre cap a ella. També ha sentit els crits un jove ben plantat que arriba abans que en Van i deixa el presumpte lladre fora de combat d'un cop de puny. El salvador de la Hitomi és exactament igual que l'Amano però ros, i aleshores la Hitomi es desmaia. El misteriós heroi la recull just quan en Van arriba. En Van es disposa a atacar-lo i, com que no està per explicacions, el desconegut s'ha de defensar i el derrota fàcilment. |                                                                          |                        |                            |
| 4 | El noi diabòlic Mashō no bishōnen (魔性の美少年)                         | 23 d'abril de 1996     | 7 d'abril de 2001          |
| La Hitomi intenta convèncer l'Allen i els seus que han de fugir perquè ha tingut una visió d'un atac. N'Allen es mostra escèptic i li diu a la Hitomi que descansi. En aquest moment, un dels homes de l'Allen anuncia que hi ha intrusos. Però no és cap atac: és un altre dels homes de l'Allen que arriba amb una presonera. En Van la reconeix de seguida: és la Merle, que està esgotada però molt contenta de veure en Van. Abans de desmaiar-se, li explica que tots els supervivents de Fanelia han fugit i que feia dies que el buscava. |                                                                          |                        |                            |
| 5 | El vincle fraternal Kyōdai no kokuin (兄弟の刻印)                        | 30 d'abril de 1996     | 8 d'abril de 2001          |
| En Van, a bord de l'Escaflowne, allunya l'enemic de la nau Crusade, en què s'escapen els altres. Fa aterrar l'Escaflowne i el transforma en un cavaller. Per desgràcia, no veu l'enemic: només les petjades dels seus robots. Els zaibach l'ataquen, però en Van continua sense veure res i no s'hi pot tornar. En Folken dona instruccions per ràdio a la Dilandau. Finalment, l'Escaflowne és capturat i conduït a la base zaibach. |                                                                          |                        |                            |
| 6 | La ciutat de les intrigues Sakubou no miyako (策謀の都)                  | 7 de maig de 1996      | 14 d'abril de 2001         |
| A bord de la nau Crusade, en Van contempla la seva nova espasa tot pensant en el seu germà. El grup arriba a una ciutat costanera amb molts canals que és la capital d'Astoria, on els espera la princesa Mirana. N'Allen, cavaller d'Astoria, fa les presentacions: en Van de Fanelia, la Merle i la Hitomi. La Hitomi comença a explicar que és de la Lluna Il·lusòria però la Merle li clava una trepitjada. A la cort, n'Allen és rebut amb fredor, segurament perquè hi ha en Folken, representant de l'Imperi Zaibach. Les dames d'honor regalen un vestit llarg a la Hitomi i s'ofereixen a desfer-se del seu uniforme d'escolar, però la Hitomi el recupera. Mentrestant, soldats d'Astoria detenen la tripulació de la nau Crusade i descobreixen que a dins hi ha l'Escaflowne.                                                                              |                                                                          |                        |                            |
| 7 | La separació imprevista Yokisenu wakare (予期せぬ別れ)                   | 14 de maig de 1996     | 21 d'abril de 2001         |
| La Hitomi assisteix a un banquet amb les princeses, el rei, n'Allen, etc. La Mirana i n'Allen flirtegen una mica. Pregunten a la Hitomi de quin país és però la Mirana, hàbilment, canvia de tema. La Hitomi beu vi, segons sembla per primera vegada, i s'emborratxa bastant. N'Allen acaba havent-la de posar al llit. En Van i n'Allen s'enfronten en un combat d'esgrima. En Van se'l pren massa seriosament, però acaba perdent l'espasa i el combat. |                                                                          |                        |                            |
| 8 | El dia de la dansa de l'àngel Tenshi no mau hi (天使の舞う日)            | 21 de maig de 1996     | 22 d'abril de 2001         |
| La Hitomi té un estrany somni en què cau i la salva en Van, que té ales com si fos un àngel. En Van, la Hitomi i la Merle se'n van de pícnic al bosc. La Merle, desagradable com sempre, es dedica a regirar la bossa de la Hitomi. N'Allen, mentrestant, ha estat empresonat. La Mirana prega al seu pare, el rei, que l'alliberi, però no serveix de res. La princesa va a la presó i discuteix amb el guàrdia, que no la deixa passar. Fa veure que cau i, mentre el guàrdia admira les seves reials cames, li clava un cop al cap i s'endú n0Allen amb la intenció de fugar-se amb ell. La seva germana gran, l'Eries, intenta dissuadir-la. |                                                                          |                        |                            |
| 9 | Les ales de la memòria Hane no kioku (羽根の記憶)                        | 28 de maig de 1996     | 23 d'abril de 2001         |
| La Hitomi té un somni agradable en què és a la Terra amb l'Allen, però que s'espatlla una mica quan apareix la Mirana. L'Allen, a bord de la nau Crusade, discuteix el pla d'acció a seguir amb la tripulació. L'Eries parla molt seriosament amb la seva germana la Mirana, que proclama el seu amor per n'Allen. La Hitomi té una visió en què és al sostre del palau de Fanelia amb la Merle i en Van. A en Van li surten ales i es posa a volar. En una altra visió, hi ha un naixement al palau i tothom diu: "És un nen, un nen molt maco i fort!" Es dirà Van. El petit Van vol aprendre a volar, però cau. La seva mare, que també té ales, l'agafa i li diu que no ha de plorar. |                                                                          |                        |                            |
| 10 | El príncep d'ulls blaus Aoki hitomi no ouji (青き瞳 の王子)              | 4 de juny de 1996      | 24 d'abril de 2001         |
| La intervenció quirúrgica a bord de la Crusade queda enllestida. Se celebra una audiència a la sala del tron de Freid. El príncep Chid és nebot de la Mirana, fill de la seva germana gran, la Marlene, que va morir fa tres anys. L'Allen, des del seu llit de convalescent, llança una advertència sobre els zaibach. La Mirana li torna a la Hitomi la bossa i està simpàtica amb ella, cosa que sorprèn molt la nostra terrícola. La Dilandau envia un cyborg shinobi (ninja) a Freid. Mentre, al pati del palau, la Hitomi explica a en Van i a la Merle que les seves visions funcionen, el shinobi captura el monjo Practu, un dels consellers del príncep Chid, i comença a absorbir-li l'esperit per després suplantar-lo. |                                                                          |                        |                            |
| 11 | La predicció mortal Shi no yogen (死の予言)                              | 11 de juny de 1996     | 25 d'abril de 2001         |
| La tripulació de la Crusade ha caigut presonera. Astoria ha posat preu al cap dels fugitius. Treuen la Hitomi de la cel·la i la porten a una sala més gran. A l'altra banda de les reixes, el príncep diu que no entén res. El shinobi, fent-se passar pel monjo Practu, hipnotitza i interroga la Hitomi, que revela que és de la Lluna Il·lusòria, la nostra Terra. Finalment, però, la Hitomi comença a cridar que el shinobi no és el que sembla sinó un assassí. Una negror que sorgeix a terra ataca el cyborg i li xucla la força vital. |                                                                          |                        |                            |
| 12 | La força dels secrets Himitsu no tobira (秘密の扉)                       | 18 de juny de 1996     | 26 d'abril de 2001         |
| El rei Freid convoca una audiència per decidir què s'ha de fer davant la notícia de la possible invasió zaibach. No es refia dels astorians que han deixat el seu país. El príncep Chid interromp, però li fan saber que els seus consells no seran escoltats. La princesa Mirana s'adreça al rei amb més diplomàcia per assegurar-li que renega del seu país. L'Allen també li jura fidelitat. En Freid es prepara per a la guerra. La Hitomi, que s'ha quedat sola al balcó, té una terrible visió de la mort del shinobi. La Merle sent les seves exclamacions i es burla d'ella. En Van i la tripulació de la Crusade estan preparant les armes, incloent-hi l'espasa gegant de l'Escaflowne, que s'ha oscat. |                                                                          |                        |                            |
| 13 | El fil vermell del destí Akai unmei (赤い運命)                           | 25 de juny de 1996     | 27 d'abril de 2001         |
| Els zaibach esclafen la resistència de la capital freid. En Boris és ferit de mort però acciona un mecanisme que fa que tot el palau s'ensorri. La Dilandau contempla el desastre satisfeta de no haver de fer cap esforç per arrasar el palau ella mateixa. Els membres de la cort, la Hitomi, en Van, etc. s'escapen per aire. El príncep Chid plora la mort d'en Boris i de tots els que s'han quedat. El rei li diu que es comporti com un príncep. La Mirana pensa en la Marlene i es pregunta per què l'Allen mira el príncep amb expressió de gran tristesa. |                                                                          |                        |                            |
| 14 | La cicatriu del perill Kiken na kizuato (危険な傷跡)                     | 2 de juliol de 1996    | 30 d'abril de 2001         |
| La Hitomi i companyia corren a treure en Van de l'Escaflowne. Veuen que regalima sang de l'interior del robot. En Van té diverses ferides. La Mirana s'ocupa d'embenar-l'hi, però creu que la veritable causa de les ferides d'en Van és l'Escaflowne. La Hitomi opina que en Van i l'Escaflowne estan units per vincles massa forts. Mentrestant, en Dryden, fill d'un dels consellers del rei Aston, rep la visita de la Mirana (L'Aston vol que en Dryden i la Mirana es casin, però fins ara no s'havien vist mai). En Dryden ordena a un equip de cyborgs que reparin l'Escaflowne. |                                                                          |                        |                            |
| 15 | El paradís perdut Ushinawareta rakuen (失われた楽園)                     | 9 de juliol de 1996    | 1 de maig de 2001          |
| L'Escaflowne ha caigut i treu fum. La Hitomi intenta obrir les reixes de la cara del robot, però no pot i, desesperada, es desploma. La Hitomi, en una visió que té mentre està inconscient, s'acosta a una filera de morts grisos que caminen i veu que en Van és un d'ells. La Mirana li pren el pols i s'adona que no en té. La Merle la sacseja i finalment aconsegueix fer-li recuperar la consciència. L' Escaflowne també es revifa i en Van aconsegueix sortir-ne. La Dilandau, mentrestant, està molt abatusa, s'ha quedat sola. En Van ha mort tots els seus col·laboradors en la batalla. |                                                                          |                        |                            |
| 16 | Els guies Michibikareshi mono (導かれし者)                               | 16 de juliol de 1996   | 2 de maig de 2001          |
| Un home escala un penya-segat. Quan arriba a dalt, veu una silueta que baixa per un raig de llum. És una noia que porta un kimono. La Hitomi i els altres són a la nau d'en Dryden. En Dryden llegeix un llibre que va escriure el pare de l'Allen. Mentrestant, al Japó actual, la mare de la Hitomi rep la visita de dos amics de la seva filla i els explica que ha somiat amb ella i que creu que està bé i amb una persona que es diu Allen. Obre un àlbum de fotografies on veiem una noia que s'assembla a la Hitomi però que en realitat és la seva àvia de jove. La Dilandau té una greu crisi nerviosa i l'han de lligar a una llitera. Comença a cridar incoherències sobre l'Allen Schezar. Els metges li han d'injectar tranquil·litzants. |                                                                          |                        |                            |
| 17 | Fins a la fi del món Kono yo no hate (この世の果て)                      | 23 de juliol de 1996   | 3 de maig de 2001          |
| La nau Crusade arriba a un paisatge que recorda l'Atlàntida. La Hitomi es desmaterialitza i desapareix de la Crusade, seguida ràpidament d'en Van i de l'Allen. En Van es troba en el que sembla Fanelia enrunada i veu la seva mare. L'Allen veu la Serena, la seva germana petita. La Hitomi té una visió de l'Atlàntida, la seva destrucció i la transferència de les restes a Gaia des de la Terra. Descriu tots els detalls de la visió als seus companys. Després, llegeix una inscripció que explica que en Van i la seva família són descendents dels atlants, el secret dels quals era una màquina que transformava els pensaments en poder i que els permetia canviar d'aparença i que els sortissin ales. Amb la força del desig també van crear un nou planeta: Gaia.                                                                                      |                                                                          |                        |                            |
| 18 | La força del destí Unmei no inryoku (運命の引力)                         | 30 de juliol de 1996   | 4 de maig de 2001          |
| L'Escaflowne, en Van, la Hitomi i l'Allen desapareixen transportats per rajos de llum. A la capital zaibach, tot els científics observen una sèrie de tubs verds. En Domkirk els dona l'ordre de modificar el destí. L'Escaflowne, en Van, la Hitomi i l'Allen es rematerialitzen dins d'un gran edifici on són rebuts per en Domkirk. La Hitomi li pregunta si l'Isaac és ell. La resposta és que sí. I ara ja té tot el que necessita per completar l'obra de la seva màquina de canviar el destí. El líder dels zaibach explica que Escaflowne és en part una màquina atlant. També explica com va fundar el seu imperi en un gran canvi del destí, després d'arribar de la Terra a un país arrasat per la guerra. |                                                                          |                        |                            |
| 19 | La regla d'or de l'amor Koi no ōgonritsu sakusen (恋の黄金律作戦)        | 6 d'agost de 1996      | 7 de maig de 2001          |
| La Hitomi es queda de pedra quan li anuncien que en Dryden i la Mirana estan a punt de casar-se. La Mirana li demana que l'ajudi a triar un vestit de núvia i li diu que no li sap greu casar-se amb en Dryden perquè és guapo i té diners. La Hitomi recorda que, el dia que la va conèixer, la Mirana va rebre l'Allen amb molt entusiasme, i li diu que no digui mentides. Després es disculpa i pensa que almenys, si el casament se celebra, l'Allen quedarà lliure. La Mirana demana a Hitomi que li llegeixi el futur. La Hitomi s'ho pensa molt però finalment va a buscar les cartes. |                                                                          |                        |                            |
| 20 | L'engany Itsuwari no chigiri (偽りの契り)                                | 13 d'agost de 1996     | 8 de maig de 2001          |
| Després d'haver-li fet un petó, l'Allen va a veure la Hitomi i li diu que encara estima la Mirana. La Hitomi dubta que el matrimoni de la Mirana pugui anar bé. La Mirana li demana que li predigui el futur i la Hitomi veu a les cartes que el casament portarà al desastre, però no gosa confessar-li-ho. La gran cerimònia del casament comença amb els nuvis recorrent el canal en grans barcasses. La Hitomi diu que la Mirana i en Dryden són molt afortunats, però de sobte té una visió de la ciutat sent atacada -la nau d'en Folken s'acosta- i comença a cridar que el casament no es pot celebrar. |                                                                          |                        |                            |
| 21 | El revers de la medalla Kōun no hansayō (幸運の反作用)                   | 20 d'agost de 1996     | 9 de maig de 2001          |
| Una de les noies gat d'en Folken fa servir els tentacles de metall líquid del seu robot per agafar la Hitomi, que crida de dolor. Però, de sobte, la nau d'en Folken es mou i deixa passar la llum del sol. Sembla que la llum intensa molesta molt les noies gat, que deixen caure la Hitomi. L'Erya aconsegueix tornar a la nau, però la Narya s'estavella, encara que acaba enduent-se la Hitomi als afores de la ciutat en una barca. La Hitomi intenta convèncer la Narya que deixi d'ajudar els zaibach. Tenen un accident i la Hitomi, en lloc d'intentar escapar-se, li cura les ferides a la noia gat, perquè està convençuda que no és del tot dolenta. La Narya li diu que no la matarà però que la lliurarà igualment a en Folken. |                                                                          |                        |                            |
| 22 | Ales tenebroses Kuroki tsubasa no tenshi (黒き翼の天使)                  | 27 d'agost de 1996     | 10 de maig de 2001         |
| |                                                                          |                        |                            |
| 23 | Preludi de tempesta Arashi no yokan (嵐の予感)                           | 3 de setembre de 1996  | 11 de maig de 2001         |
| En Folken, que ha canviat de bàndol, assisteix a una gran reunió a Astoria. En Van no sembla gaire entusiasmat per la novetat. La població neteja la ciutat de la runa que ha deixat l'atac zaibach. La Merle, la Hitomi i els altres fan el que poden per ajudar els que s'han quedat sense sostre i passen gana, encara que no deixen de discutir-se. L'Allen confessa a la Hitomi que és el pare del príncep Chid de la província Freid. També li diu que està enamorat d'ella i que s'hi vol casar. La Dilandau està més desequilibrat que mai. Li pregunta al seu guerrer gos Jajuka on són els seus companys, però tots són morts. Mentre estenen la bugada, la Hitomi li pregunta a la Mirana si no troba que l'Allen és una mica playboy. La Mirana no contesta clarament, però és evident que encara està enamorada de l'Allen.                               |                                                                          |                        |                            |
| 24 | L'elecció del destí Unmei no sentaku (運命の選択)                        | 10 de setembre de 1996 | 14 de maig de 2001         |
| La Hitomi es desperta en un llit de la infermeria de l'escola. L'Amaro és al seu costat. Sembla que la Hitomi li ha estat parlant de Gaia, però que l'Amaro es pensa que la noia ho ha somiat tot. L'Amano es fixa en el collaret i la Hitomi li explica que el va heretar del seu avi. La Yukari treu el nas i la Hitomi s'adona clarament que la desanima molt veure-la amb l'Amaro. Després, la Yukari acaba confessant-li que l'Amaro li agrada molt. Tot tornant cap a casa en tren, la Hitomi veu una ploma blanca com les dels atlants. Mentrestant, a Gaia, en Van explica a tothom que la Hitomi ha tornat a la Lluna Il·lusòria. |                                                                          |                        |                            |
| 25 | L'esfera de la felicitat absoluta Zettai kōun ken (絶対幸運圏)           | 17 de setembre de 1996 | 15 de maig de 2001         |
| Hitomi i Van aterren a Gaia enmig de la destrucció provocada per un atac zaibach. Van envia la Hitomi a la capital d'Astoria. Mirana i Dryden trenquen formalment el seu compromís de casament. Dryden li torna l'anell a Mirana i se'n va dient-li que està molt bonica i que encara l'estima. Hitomi va a veure Folken, que fa una maquina de control de la fortuna. Hitomi té una visió de la mort de Folken. Mirana li ensenya a Allen l'anell que Dryden li ha tornat. La nova batalla amb els zaibach està a punt de començar. Merle està espantada. Hitomi intenta consolar-la i li diu que no pateixi per Van perquè no li passarà res. |                                                                          |                        |                            |
| 26 | Un record etern Eien no omoi (永遠の想い)                                | 24 de setembre de 1996 | 16 de maig de 2001         |
| Folken és mort però la batalla continua. Crusade topa amb una immensa nau zaibach i s'estavella. El fantasma de Domkirk s'apareix a Hitomi. Van mata Jajuka, i Dilandau es converteix en Serena. Van és molt agressiu i està disposat a matar fins i tot en Allen. Hitomi intenta parlar amb l'ànima de Van per convèncer-lo que deixi de lluitar, però no li reïx. Se li apareix l'esperit de Folken i, de sobte, Hitomi s'adona que a qui realment estima és Van. Van ataca Scherezade i la fa caure, però no fa cap altre intent d'atacar quan Allen surt del robot i abraça la seva germana. |                                                                          |                        |                            |